# Heinz-Jürgen Bothe
Pour les articles homonymes, voir Bothe.
Heinz-Jürgen Bothe (né le 5 novembre 1941 à Berlin) est un rameur allemand ayant représenté l'Allemagne de l'Est.

## Biographie

### Palmarès

#### Aviron aux Jeux olympiques
- 1968 à Mexico,  Mexique
  -  Médaille d'or en deux sans barreur[1]

#### Championnats du monde d'aviron
- 1966 à Bled,  Yougoslavie
  -  Médaille de bronze en huit

#### Championnats d'Europe d'aviron
- 1969 à Klagenfurt,  Autriche
  -  Médaille d'argent en quatre barré